# Сиддхи (божества)
Си́ддхи (санскр. सिद्ध, IAST: siddha, «совершенный») — в индийской мифологии класс полубожественных существ.
В основном место обитания сиддхов — антарикша (воздушное пространство в индуистской космологии); также в качестве их обители приводят Гималаи, а они сами часто бывают на Ганге. В «Рамаяне» сказано, что они, вместе с существами по имени чараны, имеют свой особый мир.
Главная черта этих существ — необыкновенная чистота и святость; они наблюдают за мудрецами, предающимися аскезе, и выступают часто как эталон служения вере.
В пуранах число сиддхов доходит до 88 000. Они умеют летать, и «пройти путём сиддхов» значит «пролететь». Вместе с тем они наделяются ещё восемью сверхспособностями: становятся сколь угодно малыми или большими, максимально лёгкими или тяжёлыми, мгновенно перемещаются в любое место, достигают желаемого одной силой мысли, подчиняют своей воле даже предметы и время и могут добиться полной власти над миром.